# فولجسكي (مقاطعة سمارا)
فولزهسكيي (بالروسية: Волжский) هي مدينة في مقاطعة سمارا أوبلاست في روسيا.